# Голубев-Монаткин, Иван Фёдорович
Иван Фёдорович Голубев-Монаткин (до 1924 года — Монаткин; 28 февраля (10 января) 1897, д. Пеньково Плавского района Тульской области — 10 августа 1970, Москва) — советский военачальник, контр-адмирал (1944), начальник Каспийского высшего военно-морского училища им. С. М. Кирова (1945—1949).

## Биография
Иван Фёдорович Голубев-Монаткин родился в деревне Пеньково (ныне Тульская область) в 1897 году.
Был призван на флот в 1916 году и прошёл длительную службу в Военно-Морском Флоте. Участвовал в Гражданской, Советско-финляндской и Великой Отечественной войнах.

### Образование
- 1921 год — Ускоренные курсы командного состава флота Чёрного и Азовского морей (ЧЕРНОАЗ), г. Севастополь[3],
- 1925 год — Военно-морское училище имени М. В. Фрунзе,
- 1930 год — Военно-морская академия Рабоче-Крестьянского Флота.

### Воинская служба
- С 1916 года — матрос, радиотелеграфист учебно-минного отряда в г. Кронштадте.
- В 1919—1921 годах — красноармеец, краснофлотец, радиотелеграфист Волжской, Волжско-Каспийской и Днепровской военных флотилий.
- С 1925 года — вахтенный, старший вахтенный начальник крейсера «Коминтерн» Морских сил Черноморского флота.
- В 1926—1927 годах — помощник начальника курса Военно-морского инженерного училища им. Дзержинского.
- С 1930 года — стажер, начальник оперативного отдела штаба Морских сил Каспийской флотилии.
- С 1931 года — помощник начальника, начальник сектора оперативного управления штаба РККА.
- С 1935 года — начальник 1-го отдела Генерального штаба РККА.
- С 1937 года — начальник Оперативного отдела штаба Балтийского флота.
- С 1938 года — начальник штаба Северного флота.
- С 1940 года — заместитель начальника оперативного управления Главного морского штаба. Участник Советско-финляндской войны.

### Великая Отечественная война
- С 1941 года — начальник флагманского командного пункта наркомата ВМФ. В этой должности встретил Великую Отечественную войну.
- С 1943 года — командир Туапсинской и Одесской военно-морских баз. Провёл большую работу по формированию Очаковской и Одесской ВМБ, их подготовке к предстоящим операциям.
- С 1944 года — начальник штаба Черноморского флота, затем начальник управления Главного морского штаба.
- В сентябре 1943 года — участвовал в Новороссийской наступательной операции. Освобождал Кавказ, участвовал в десантной операции на Керченском полуострове.
- В 1944 году — руководил планированием и проведением совместно со штабами 4-го Украинского фронта и Отдельной Приморской армии Крымской наступательной операции.
- В 1944—1945 годах — участвовал в операциях по овладению военно-морских баз Румынии и Болгарии, осваивал флотом освобожденные районы побережья, руководил операциями по очищению от мин подходов к портам и базам.

Содействовал успешным действиям воюющих флотов оперативными разработками, организовал наблюдение за оперативной обстановкой на морях, чем и обеспечил управление действующими флотами… За сравнительно короткий срок показал себя способным, волевым командиром. Оперативно-тактические и организационные вопросы решает грамотно и своевременно. Повседневно осуществляет руководство штабом и работает по вопросам обеспечения конвоев и своевременной доставке боезапаса, топлива и продовольствия в передовые базы.
— Из боевой характеристики на Голубева-Монаткина.

### После войны
- С 1945 года — начальник Каспийского высшего военно-морского училища им. С. М. Кирова.
- С 1949 года — заместитель председателя ЦК ДОСААФ.
- С 1953 года — старший преподаватель кафедры тактики Высшей военной академии им. Ворошилова.
- С 1954 года — начальник кафедры Военно-политической академии им. Ленина.
- С 1959 года — в запасе.

Умер в 1970 году, похоронен на Введенском кладбище (участок № 7) в Москве.

## Семья
- Дочь — Наталия Ивановна Голубева-Монаткина, доктор филологических наук, профессор МГУ имени М. В. Ломоносова[6].

## Награды
- Орден Ленина (1945)
- 3 ордена Красного Знамени (1944, 1944, 1950)
- Орден Отечественной войны I степени (1943)
- Медали
- Именное оружие (1957)